# 1904年夏季奧林匹克運動會舉重比賽
在1904年夏季奧林匹克運動會上，共進行了兩項舉重比賽，所有的比賽都是在弗朗西斯奧林匹克球場（Francis Olympic Field）中進行的。

## 項目成績
| 項目              | 金牌                            | 银牌                            | 铜牌                        |
| 兩手舉起 （詳細） | Perikles Kakousis · 希腊（GRE） | 奥斯卡·奥斯特霍夫 · 美国（USA） | 弗兰克·库格勒 · 美国（USA） |
| 啞鈴全能 （詳細） | 奥斯卡·奥斯特霍夫 · 美国（USA） | 弗雷德里克·温特斯 · 美国（USA） | 弗兰克·库格勒 · 美国（USA） |

## 參賽國家
賽事共有來自兩個國家的五名參賽運動員參加。
- 希腊（1）
- 美国（4）

## 奖牌榜
| 排名                     | 国家 / 地区              | 金牌 | 銀牌 | 銅牌 | 总计 |
| ------------------------ | ------------------------ | ---- | ---- | ---- | ---- |
| 1                        | 美国                     | 1    | 2    | 2    | 5    |
| 2                        | 希腊                     | 1    | 0    | 0    | 1    |
| 总计（共2个国家 / 地区） | 总计（共2个国家 / 地区） | 2    | 2    | 2    | 6    |

## 來源
1. ↑  . Sports Reference.   [15 December 2019]. （原始内容存档于17 April 2020）.

## 外部鏈接
- International Olympic Committee results database （页面存档备份，存于）